# Sywert van Lienden
Sywert Hiryus van Lienden (Rhenen, 18 september 1990) is een Nederlands ondernemer, politiek activist en lobbyist. Hij was voorzitter van het Landelijk Aktie Komitee Scholieren (LAKS) en initiator van de politieke jongerenbeweging G500. Later kwam hij veelvuldig in het nieuws vanwege zijn handelen tijdens de coronacrisis dat leidde tot  mondkapjesaffaire.

## Biografie

### Jeugd en opleiding
Van Lienden groeide op in Rhenen en Ermelo, als middelste kind in een katholiek gezin met twee zussen. Na de basisschool ging Van Lienden naar het Stedelijk Gymnasium Johan van Oldenbarnevelt in Amersfoort. Na enkele moeizame leerjaren vervolgde hij zijn studies op het Christelijk College Groevenbeek in Ermelo. Ook daar kon hij zijn draai niet vinden, op advies van de school zocht hij toen contact met het LAKS. Vervolgens bezocht Van Lienden het Barlaeus Gymnasium in Amsterdam waar hij na enkele weken strandde. Uiteindelijk heeft hij in 2009 zelfstandig zijn staatsexamen vwo gehaald.
Tussen 2010 en 2013 studeerde Van Lienden politicologie, rechtsgeleerdheid, Europese studies en economie aan de Universiteit van Amsterdam. Volgens Van Lienden zelf heeft hij de studies politicologie en Europese studies afgerond, volgens andere bronnen geen van de vier.

### LAKS en G500

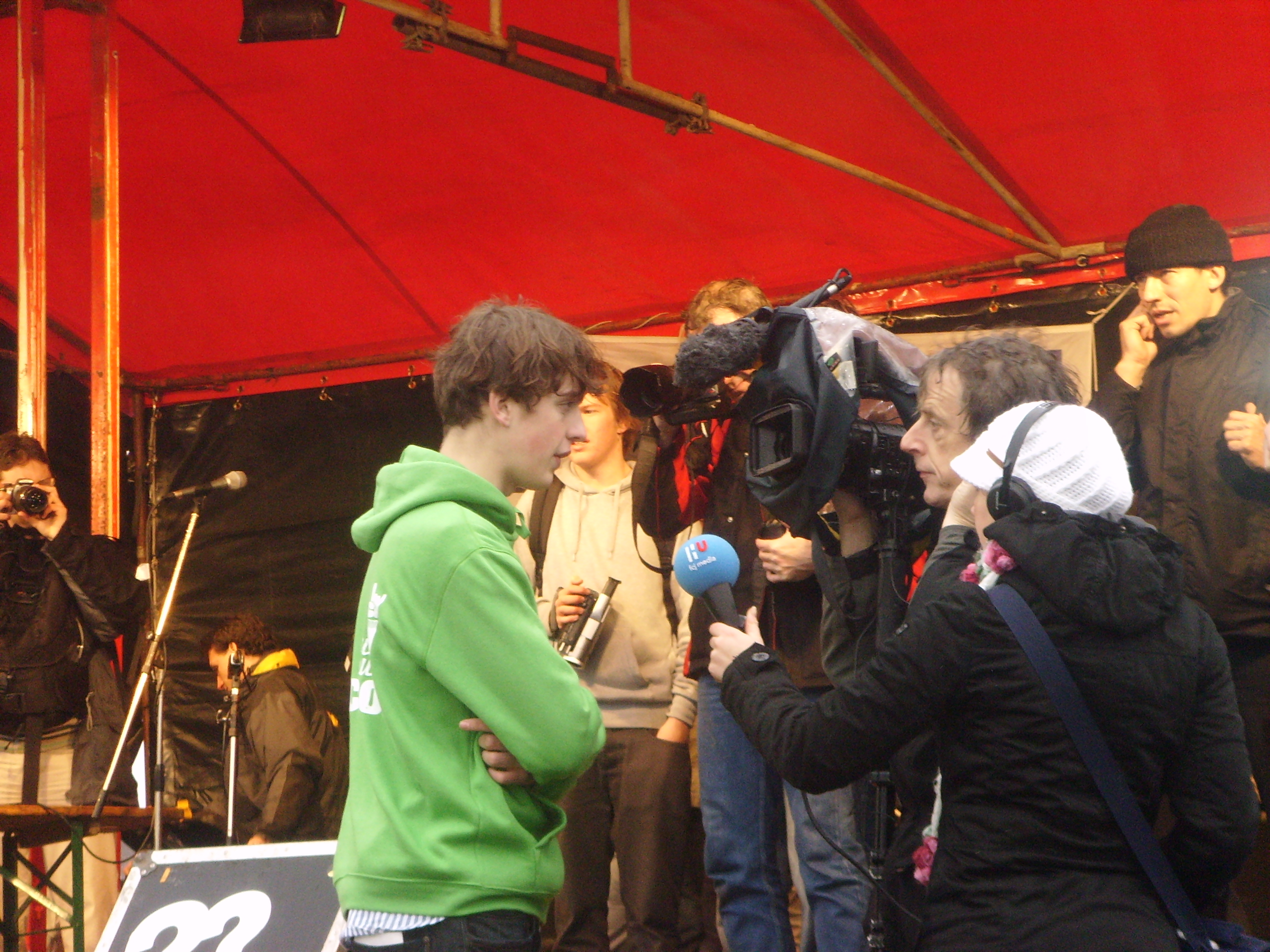
Van Lienden als voorzitter van het LAKS tijdens een scholierenprotestactie op het Amsterdamse Museumplein (2007)

In november 2007 gaf hij als LAKS-voorzitter leiding aan protestacties tegen de 1040-urennorm in het Nederlands voortgezet onderwijs. Hierdoor verwierf hij nationale bekendheid. Van Lienden schreef als columnist voor onder meer PAUZE Magazine (in 2008), HP/De Tijd (in 2009 en 2010) en nrc.next (juli 2012). Hij was in 2007 onafhankelijk lid van het jongerenpanel van de Sociaal-Economische Raad.
In april 2012 presenteerde Van Lienden in het televisieprogramma Buitenhof de G500, een jongerenbeweging die zich ten doel stelde de Nederlandse politiek van binnenuit te hervormen. De G500 telde in korte tijd meer dan duizend leden, die allen lid waren geworden van de politieke partijen VVD, CDA en PvdA. Op de politieke congressen van deze partijen trachtten G500-leden de partijprogramma's voor de Tweede Kamerverkiezingen van 2012 te beïnvloeden door mee te stemmen. Het succes was echter beperkt en de beweging stierf na de verkiezingen een stille dood.

### Politiek commentator, lobbyist
Van Lienden was meerdere keren als politiek commentator te gast in het televisieprogramma De Wereld Draait Door en werkte mee aan het radioprogramma De Nieuws BV. In januari 2016 deed Van Lienden in DWDD een zeer omstreden uitspraak dat; "een op de twintig tot een op de dertig" allochtonen verdacht zijn van zedendelicten. Hij trok deze bewering later in. Vanaf 2017 was hij als beleidsadviseur en lobbyist in dienst van gemeente Amsterdam. Na een jaar belandde hij wegens een hersenschudding in de ziektewet. Terwijl Van Lienden in de ziektewet zat, verbouwde hij zijn huis, gaf interviews, begon een opleiding tot toezichthouder en nam hij zitting in de commissie voor het verkiezingsprogramma van het CDA.

### Mondkapjesaffaire
In het begin van de coronapandemie in 2020 stelde Van Lienden via sociale media het tekort aan mondkapjes en andere beschermingsmiddelen voor de zorg aan de orde. Met twee kennissen (Bernd Damme en Camille van Gestel) richtte hij de non-profitorganisatie Stichting Hulptroepen Alliantie op, die met belangeloze hulp van verschillende bedrijven en financiers mondkapjes inkocht bij fabrieken in China. In mei 2020 diende Van Lienden zijn ontslag in bij gemeente Amsterdam, naar eigen zeggen om zich op de korte termijn te kunnen focussen op de Stichting Hulptroepen Alliantie en om op de langere termijn open te staan voor nieuwe projecten.
In mei 2021 berichtte De Volkskrant dat Van Lienden en zijn compagnons via een BV, gekoppeld aan de non-profitorganisatie, veel geld verdienden bij het doorverkopen van de mondkapjes aan de overheid, ondanks herhaaldelijk publieke verklaringen er zelf niets aan over te houden. Het RIVM adviseerde tegen de aankoop omdat er sprake zou zijn van een "onacceptabel gezondheidsrisico", vanwege het feit dat er grafeen in de mondkapjes werd gevonden. Van Lienden hield volgens journalistiek platform Follow the Money negen miljoen euro aan de deal over, zijn compagnons elk zo'n vijf miljoen euro.
Op 17 juni 2021 werd via een verklaring van het CDA en Van Lienden bekend dat hij zijn lidmaatschap van het CDA had opgezegd. Op 22 december 2021 deed uitzendconcern Randstad aangifte van oplichting tegen Van Lienden en zijn twee compagnons. De Fiscale inlichtingen- en opsporingsdienst (FIOD) arresteerde Van Lienden en zijn twee zakenpartners op 28 februari 2022, nadat het Openbaar Ministerie eerder die dag bekend had gemaakt een strafrechtelijk onderzoek te doen naar de mondkapjesdeal van Stichting Hulptroepen Alliantie en de drie daarbij betrokken natuurlijke personen, waaronder Van Lienden. Dit onderzoek vond plaats naar aanleiding van de aangifte die uitzendbureau Randstad eind december 2021 deed. Op 2 maart 2022 werden Van Lienden en zijn compagnons na verhoor vrijgelaten. In juli besloot de Rechtbank Amsterdam dat Van Lienden en zijn compagnon Damme werden ontslagen als bestuurders van de stichting, waarna ze in hoger beroep gingen. Dat zou op 13 april 2023 dienen, maar Van Lienden trok zich vanwege "incidenten in de privésfeer" terug.
29 april 2022 werd bekend gemaakt dat het Openbaar Ministerie voor een totaalbedrag van ruim 11,5 miljoen euro beslag heeft gelegd op de Nederlandse bankrekeningen van de hoofdrolspelers in de mondkapjesaffaire. De verdenking tegen het bestuur van Stichting Hulptroepen Alliantie (SHA) is uitgebreid met verduistering. In augustus dat jaar werd dat bedrag uitgebreid naar 18 miljoen euro. Het nieuwe bestuur van de stichting maakte op 13 april 2023 bekend 21,5 miljoen euro van de mondkapjesdeal en 350.000 euro gedeclareerde advocaatkosten terug te vorderen bij Van Lienden en zijn compagnons Damme en Van Gestel. In oktober 2023 daagde de Nederlandse Staat het bedrijf Relief Goods Allience voor de rechter – deze civiele procedure staat los van het strafrechtelijk onderzoek door het OM. In de civiele procedure oordeelde de rechter in februari 2025 dat de drie compagnons een schadevergoeding van 20,7 miljoen euro aan SHA moeten betalen, al moet de precieze hoogte van de schadevergoeding nog bepaald worden.

## Privéleven
Sywert van Lienden heeft een zoon en dochter.

## Publicaties
- 2013: Het Karakter tussen Personalities en Robotbreinen (Kohnstammlezing). Amsterdam: Vossiuspers UvA. 20 blz.[39]

- Parlement.com: vix8kwbryvug